# نسنطرة (مصطلح)

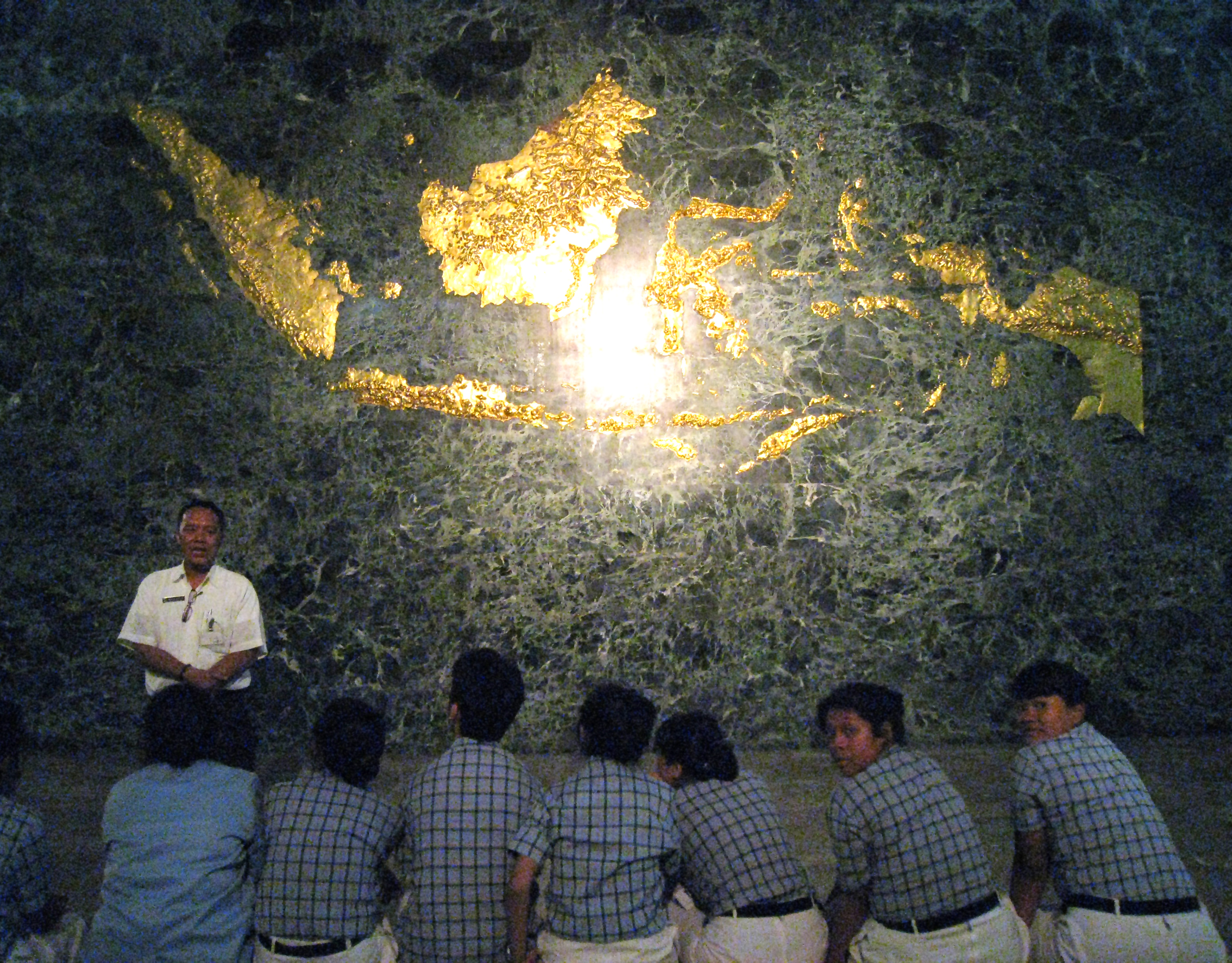
خريطة مذهبة في قاعة الاستقلال ، النصب التذكاري الوطني الإندونيسي في جاكرتا. تضمّن صباح وسرواق ولبوان(ولايات وإقليم فِدرالي لماليزيا) وبروناي وتيمور الشرقية (دول ذات سيادة)

النُّسَنْطَرة أو النُّوسَنطرة هو الاسم الإندونيسي لجنوب شرق آسيا البحري (أو أجزاء منه). إنه مصطلح جاوي قديم يعني حرفيًا «الجزر الخارجية».  يُفهم عمومًا في إندونيسيا أنه الأرخبيل الإندونيسي. أما خارج إندونيسيا فقد اعتُمد المصطلح للإشارة إلى أرخبيل الملايو.